# Rafael Traci
Rafael Traci (* 2. September 1981) ist ein brasilianischer Fußballschiedsrichter.
Traci leitet seit Mai 2016 Ligaspiele in der brasilianischen Serie A und hatte in dieser bislang über 75 Einsätze.
Seit 2021 steht Traci als Videoschiedsrichter (VAR) auf der Liste der FIFA-Schiedsrichter und ist an der Spielleitung internationaler Fußballpartien beteiligt. Im März 2021 leitete er sein erstes Spiel in der Copa Libertadores. Bei der Copa América 2021 in Brasilien und beim FIFA-Arabien-Pokal 2021 in Katar wurde Traci als Videoschiedsrichter eingesetzt.